# Meitō, Nagoya
Meitō (名東区 Meitō-ku) là quận thuộc thành phố Nagoya, tỉnh Aichi, Nhật Bản. Tính đến ngày 1 thấng 10 năm 2020, dân số ước tính của quận là 164.755 người và mật độ dân số là 8.500 người/km2. Tổng diện tích của quận là 19,45 km2.